# Salaberge d'Alsace
Salaberge ou Salaberga, née vers 614 au pays de l'Ornain (actuellement dans la Meuse) dans le royaume d'Austrasie et morte à Laon vers 670, est une abbesse et une sainte franque.
Elle est la fondatrice et première abbesse de l'abbaye Saint-Jean de Laon, sous l'épiscopat de l'évêque de Laon Attilo.

## Biographie
En revenant d’une mission, l’abbé Eustache de Luxeuil rend visite à Gondoin d'Alsace et à son épouse Saretrude dans leur villa située en bord de Meuse. Gondoin lui présente ses deux fils, puis l'abbé guérit grâce à une « onction d’huile bénite » la jeune Salaberge, sa fille qui était aveugle à la suite d'un accident.  
Devenue adulte, son père la donne en mariage contre son gré à un puissant seigneur de la région, nommé Richram qui meurt deux mois après son mariage. Bien qu'attirée par la religion, elle se soumet à la volonté paternelle qui lui fait épouser un puissant seigneur, officier de Dagobert Ier, nommé Blandin de Meaux dit aussi Baso ou Boson, avec lequel elle a cinq enfants : deux fils, Baudoin, qui deviendra archidiacre de Laon, saint martyrisé par les sicaires d'Ebroïn, et Eustaise, et trois filles : Saretrude, Anstrude, qui succédera à sa mère comme abbesse de Saint-Jean, et Ebane.
Avec l'accord de son époux, elle entre en religion vers la quarantaine comme novice à l'abbaye du Saint-Mont. De son séjour à Saint-Jean, elle gardera la pratique de la laus perennis, qu'elle introduira dans son abbaye.
Ses reliques, ainsi que celles de sa fille, furent conservées à l'abbaye jusqu'à la Révolution dans une châsse en argent qui fut fondue en 1790. Il subsiste quelques ossements de son corps, conservés à Gondrecourt et à Moyenvic.